# Кресент-Бич (Флорида)
Кресент-Бич (англ. Crescent Beach) — статистически обособленная местность, расположенная в округе Сент-Джонс (штат Флорида, США) с населением в 985 человек по статистическим данным переписи 2000 года.

## География
По данным Бюро переписи населения США статистически обособленная местность Кресент-Бич имеет общую площадь в 3,88 квадратных километров, водных ресурсов в черте населённого пункта не имеется.
Статистически обособленная местность Кресент-Бич расположена на высоте 2 м над уровнем моря.

## Демография
По данным переписи населения 2000 года в Кресент-Бич проживало 985 человек, 299 семей, насчитывалось 530 домашних хозяйств и 1535 жилых домов. Средняя плотность населения составляла около 253,87 человек на один квадратный километр. Расовый состав населённого пункта распределился следующим образом: 97,36 % белых, 0,10 % — чёрных или афроамериканцев, 0,51 % — коренных американцев, 0,41 % — азиатов, 0,20 % — выходцев с тихоокеанских островов, 1,42 % — представителей смешанных рас, Испаноговорящие составили 0,81 % от всех жителей статистически обособленной местности.
Из 530 домашних хозяйств в 9,4 % воспитывали детей в возрасте до 18 лет, 50,8 % представляли собой совместно проживающие супружеские пары, в 3,2 % семей женщины проживали без мужей, 43,4 % не имели семей. 35,3 % от общего числа семей на момент переписи жили самостоятельно, при этом 16,6 % составили одинокие пожилые люди в возрасте 65 лет и старше. Средний размер домашнего хозяйства составил 1,86 человек, а средний размер семьи — 2,33 человек.
Население статистически обособленной местности по возрастному диапазону по данным переписи 2000 года распределилось следующим образом: 8,8 % — жители младше 18 лет, 4,5 % — между 18 и 24 годами, 17,6 % — от 25 до 44 лет, 32,8 % — от 45 до 64 лет и 36,3 % — в возрасте 65 лет и старше. Средний возраст жителей составил 57 лет. На каждые 100 женщин в Кресент-Бич приходилось 105,6 мужчин, при этом на каждые сто женщин 18 лет и старше приходилось 100,4 мужчин также старше 18 лет.
Средний доход на одно домашнее хозяйство статистически обособленной местности составил 39 821 доллар США, а средний доход на одну семью — 49 712 долларов. При этом мужчины имели средний доход в 42 750 долларов США в год против 29 091 доллар среднегодового дохода у женщин. Доход на душу населения статистически обособленной местности составил 39 821 доллар в год. Все семьи имели доход, превышающий уровень бедности, 8,9 % от всей численности населения находилось на момент переписи населения за чертой бедности, при том все жители младше 18 и старше 65 лет имели совокупный доход, превышающий прожиточный минимум.